# Обични серов
Обични серов (лат. Capricornis sumatraensis) је сисар из реда папкара (Artiodactyla).

## Распрострањење
Ареал врсте покрива средњи број држава. Врста има станиште у јужном Тајланду, Малезији и Индонезији. Врста је присутна на подручју острва Суматра у Индонезији, по коме је и добила научно име.

## Станиште
Станишта врсте су шуме, планине и брдовити предели.

## Угроженост
Ова врста се сматра рањивом у погледу угрожености врсте од изумирања.